# 캐스 수시
캐스 수시(Kath Soucie, 1953년 11월 18일 ~ )는 미국의 성우이다.

## 영화
- 미녀와 야수 (1991년 영화)
- 스페이스 잼
- 쾍 팩
- 마녀 배달부 키키
- 야러그래츠
- 티거 무비
- 트럼펫을 부는 백조 (영화)
- 피터 팬 2: 리턴 투 네버랜드
- 푸의 히파럼프 무비
- 이웃집 토토로
- 스튜어트 리틀 3
- 호기심 많은 조지 (영화)
- 엘라의 모험: 해피엔딩의 위기
- 스페이스 침스
- 주먹왕 랄프
- 주토피아
- 원더랜드 (2019년 영화)

### 비디오 영화
- 미녀와 야수: 마법의 크리스마스
- 포카혼타스 2
- 레이디와 트램프 2
- 101마리 강아지 2: 패치의 런던 대모험
- 밤비 2
- 토드와 코퍼 2
- 그린 랜턴: 첫 비행
- 톰과 제리: 오즈의 마법사
- 톰과 제리: 잭과 콩나무
- 톰과 제리: 윌리 웡카와 초콜릿 공장

### 실사 영화
- 아빠 뭐하세요

## 애니메이션 TV
- 개구쟁이 스머프 (1981년 애니메이션)
- 심슨 가족
- 외계소년 위제트
- 타이니 툰
- 출동! 지구특공대
- 러그래츠
- 보안관 삼총사
- 애니매니악스
- 슈퍼소년 마이티맥스
- 고슴도치 소닉
- 스와트 캣츠
- 핑크 팬더 (애니메이션)
- 가고일즈
- 왓 어 카툰!
- 마스크 (애니메이션 시리즈)
- 쾍 팩
- 덱스터의 실험실
- 죠니 브라보
- 스파이 독
- 캣독
- 파워퍼프걸
- 겁쟁이 강아지 커리지
- 퓨처라마
- 짱구는 못말려
- 하우스 오브 마우스
- 말괄량이 삼총사
- 천재소년 지미 뉴트론
- 킴 파서블
- 덕 다저스
- 더 배트맨 (애니메이션)
- 마법소녀 위치
- 대니 팬텀
- 투나미
- 벤 10
- 리플레이스먼트 (애니메이션)
- 만능 수리공 매니
- 암호명: 이웃집 아이들
- 스타워즈: 클론 전쟁 (2008년 애니메이션)
- 냠냠 차우더
- 윙스 클럽
- 특수요원 오소
- 꼬마의사 맥스터핀스
- 톰과 제리 쇼
- 스타워즈 반란군
- 트랜스포머 어드벤처
- 뉴 루니 툰
- 라이온 수호대
- OK K.O.! 내일은 히어로
- 링컨의 집에서 살아남기
- 스타워즈: 배드 배치

## 비디오 게임
- 폴아웃 (비디오 게임)
- 발더스 게이트 II: 섀도스 오브 암
- 반지의 제왕: 반지 원정대 (비디오 게임)
- 킹덤 하츠 (비디오 게임)
- 파이널 판타지 X
- 아이스윈드 데일 II
- 스타워즈 제다이 나이트: 제다이 아카데미
- 파이널 판타지 X-2
- 월드 오브 워크래프트
- 킹덤 하츠 2
- 툼 레이더: 레전드
- 매스 이펙트
- 로스트 오디세이
- 툼 레이더: 언더월드
- 드래곤 에이지: 오리진
- 스타크래프트 II: 자유의 날개
- 스타워즈: 구공화국
- 스타크래프트 II: 군단의 심장
- 라이트닝 리턴즈 파이널 판타지 XIII
- 엘더스크롤 온라인
- 히어로즈 오브 더 스톰
- 폴아웃 76
- 레이지 2